# Hovops merina
Espèce
Hovops merina est une espèce d'araignées aranéomorphes de la famille des Selenopidae.

## Distribution
Cette espèce est endémique de la région d'Analamanga à Madagascar,. Elle se rencontre entre Andranomay et Anjozorobe.

## Description
La femelle holotype mesure 13,24 mm.

## Étymologie
Son nom d'espèce lui a été donné en référence aux Merinas.

## Publication originale
- Corronca & Rodríguez, 2011 : New species of the Madagascan genus Hovops Benoit, 1968 (Araneae: Selenopidae), with a description of the H. madagascariensis male and an identification key. African Invertebrates, vol. 52, no 2, p. 295-310.